# Амфилохий Почаевский
Амфило́хий Поча́евский (в миру Яков Варнавович Головатюк; 27 ноября 1894, Малая Иловица — 1 января 1971, Малая Иловица) — православный монах и священнослужитель Русской православной церкви. Подвизался в Почаевской лавре.
Прославлен в лике преподобных. Память — 29 апреля по юлианскому календарю.

## Биография
В 1925 году был принят послушником в Почаевскую лавру. 8 июля 1932 года по благословению митрополита Варшавского и всей Польши Дионисия (Валединского) был пострижен в монашество с именем Иосиф.
21 сентября 1933 года был рукоположён епископом Антонием (Марценко) во иеродиакона; 27 сентября 1936 года — во иеромонаха.
Осенью 1962 года, когда лавра была на грани закрытия советской властью, сыграл ключевую роль в защите Троицкого собора, вследствие чего через несколько дней был насильственно госпитализирован в психиатрическую больницу.
По освобождении вернулся в родное село и поселился у своего племянника, где продолжал вести церковную службу.
Одним из своих родственников был увезён за село к болоту, избит и брошен в воду. Будучи на краю смерти, в лавре был пострижен в схиму с именем Амфилохий в честь святителя Амфилохия Иконийского. Выздоровев, снова вернулся в родное село.
При жизни святого ходили слухи, что он обладает даром исцеления. Одна из подобных историй была о том, что однажды он воскресил девочку, которая умерла в пути, когда мать везла её издалека к старцу.
Скончался 1 января 1971 года.

## Почитание и канонизация
23 апреля 2002 года Священный синод Украинской православной церкви (Московского патриархата) принял решение прославить в лике святых почаевского старца-схиигумена Амфилохия.

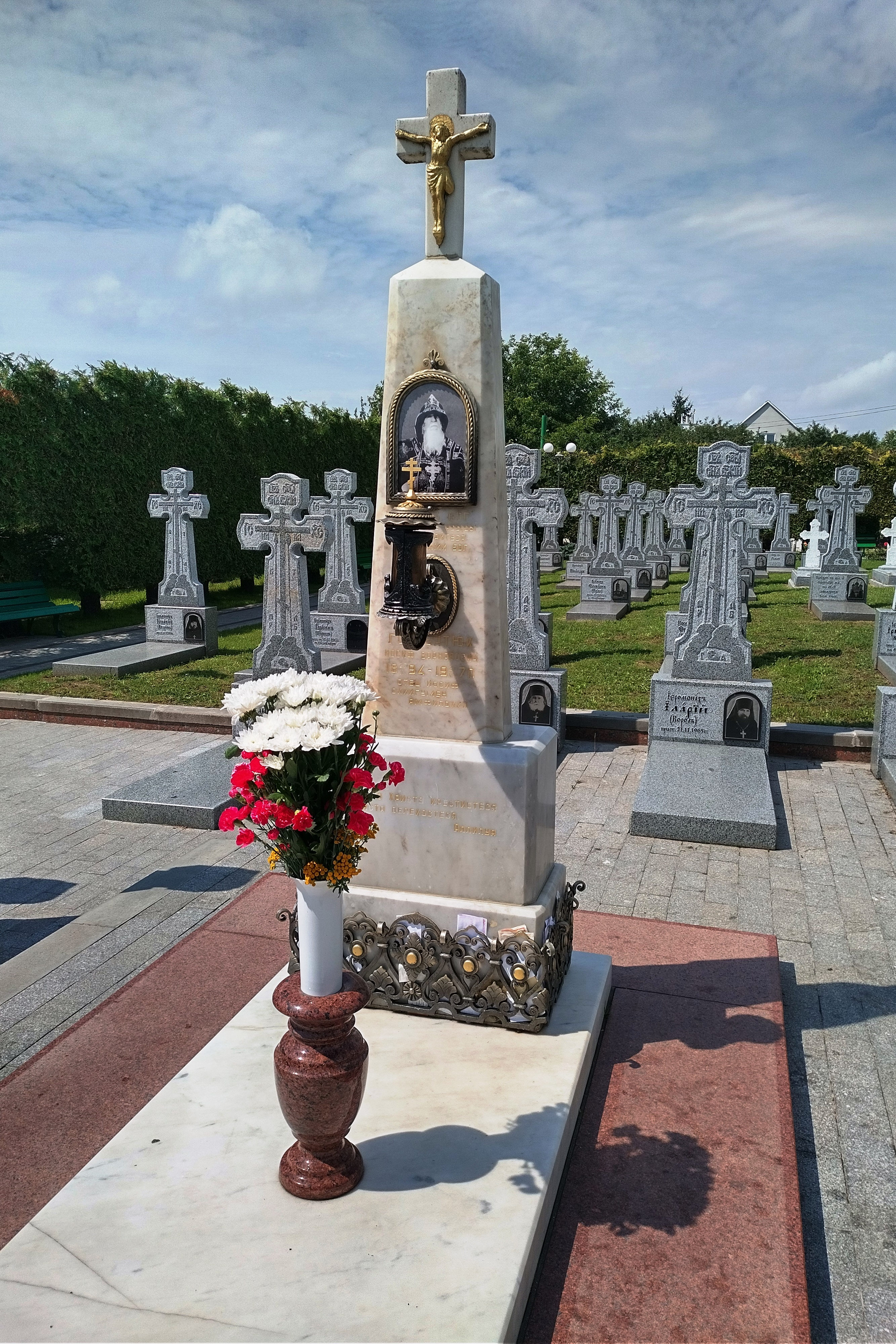
Могила преподобного Амфилохия на монастырском кладбище Почаевской Лавры

Чин прославления преподобного Амфилохия в лике святых был совершён митрополитом Киевским Владимиром в воскресенье 12 мая 2002 года в Успенском храме Почаевской лавры; 13 мая мощи преподобного были перенесены из Успенского собора в расположенную под ним церковь-крипту преподобного Иова Почаевского, где почивают рядом с мощами последнего.
3 февраля 2016 года определением Архиерейского собора Русской православной церкви установлено общецерковное почитание преподобного Амфилохия.